# Tatiana Sorina
Tatiana Andréyevna Sorina –en ruso, Татьяна Андреевна Сорина– (Krasnoturyinsk, 13 de abril de 1994) es una deportista rusa que compite en esquí de fondo.
Participó en los Juegos Olímpicos de Pekín 2022, obteniendo una medalla de oro en la prueba de relevo (junto con Yuliya Stupak, Natalia Nepriayeva y Veronika Stepanova).
Ganó una medalla de plata en el Campeonato Mundial de Esquí Nórdico de 2021, en la prueba por relevos.

## Palmarés internacional
| Juegos Olímpicos   | Juegos Olímpicos      | Juegos Olímpicos | Juegos Olímpicos |
| Año                | Lugar                 | Medalla          | Prueba           |
| ------------------ | --------------------- | ---------------- | ---------------- |
| 2022               | Pekín (China)         | Medalla de oro   | Relevo 4 × 5 km  |
| Campeonato Mundial |                       |                  |                  |
| Año                | Lugar                 | Medalla          | Prueba           |
| 2021               | Oberstdorf (Alemania) | Medalla de plata | Relevo 4 × 5 km  |